# Pink Sport Time
L'Associazione Sportiva Dilettantistica Pink Sport Time, nota semplicemente come Pink Sport Time o Pink Bari, è una società polisportiva con sede a Bari, la cui branca più autorevole è la squadra di calcio femminile. Gioca le proprie partite interne presso lo stadio Antonio Antonucci di Bitetto.
Al termine della stagione 2021-22 la società ha ceduto il proprio titolo sportivo per la partecipazione alla Serie B alla Ternana.

## Storia
Nell'agosto 2001, per iniziativa di un gruppo di ex atlete, venne fondata una nuova associazione dilettantistica con sede a Bari e nominata come ASD Pink Sport Time, con la finalità di promuovere lo sport con formazioni femminili con iniziative atte alla creazione di un vivaio di atlete da impiegare nei campionati giovanili. Oltre a una squadra di pallacanestro, venne istituita una squadra di calcio femminile che adotta come colori sociali il rosa e il blu che identificheranno le maglie della squadra iscritta ai campionati regionali Puglia.
L'affiliazione alla FIGC arrivò nel settembre 2004. Iscritta alla Serie C regionale Puglia, al termine della stagione 2006-2007 riuscì a conquistare il primo posto ed accedere alla Serie B, allora terzo livello nella gerarchia del campionato italiano femminile di calcio, nella stagione successiva. La squadra, iscritta al girone E, risultò non all'altezza delle avversarie e chiudendo la stagione al decimo posto non riuscì a evitare la retrocessione. Tuttavia, già al termine della stagione successiva, iscritta alla Serie C Puglia-Basilicata, riuscì a riconquistare il primo posto in classifica e nuovamente la Serie B.
La stagione 2009-2010 la vide ancora protagonista del girone D, ed anche se con 43 punti non riuscì a sopravanzare il Marsala primo classificato. A completamento dell'organico per la stagione 2010-2011 la Pink Sport Time venne ripescata per disputare il campionato di Serie A2. Iscritta nel girone D, riservato alle formazioni del centro e del meridione, a fine stagione conquistò la salvezza riuscendo a raggiungere, pur totalizzando solo 16 punti, il decimo posto in classifica.
La squadra migliorò le proprie prestazioni di anno in anno, riuscendo nella stagione 2011-2012 a raggiungere il settimo posto nel girone D ed il secondo, sempre nel girone D, al termine del campionato 2012-2013, dietro solo alla Res Roma.
Durante l'estate 2013 venne posta in atto la riforma del campionato femminile, eliminando la Serie A2 e riportando la Serie B al secondo livello. La Pink Sport Time iniziò quindi in Serie B, sempre nel girone D, la stagione 2013-2014, rivelandosi estremamente competitiva, vincendo 19 incontri su 22 e sopravanzando, al termine del campionato, la blasonata Roma CF di sei punti garantendosi la storica promozione in Serie A. Grazie a questo risultato, durante l'estate 2014, la dirigenza della Pink trova un accordo sportivo con il presidente del Bari, Gianluca Paparesta, il quale, al fine di valorizzare maggiormente il calcio femminile nel sud Italia e per meglio rappresentare la città nel campionato femminile, autorizza la Pink ad adottare logo e colori sociali del club maschile.
Nella stagione 2014-2015, nonostante gli investimenti fatti nell'integrare la rosa con giocatrici con esperienza internazionale, come la centrocampista francese Saïda Akherraze e le slovene Ines Špelič, difensore, e Kaja Jerina, attaccante, la stagione non decollò e la squadra rimase costantemente nella parte bassa della classifica. Soltanto con il calciomercato invernale l'allenatrice Isabella Cardone riuscì a trovare un organico in grado di combattere per evitare la retrocessione, con Jerina, svincolata, e con l'inserimento in attacco della scozzese Lana Clelland la quale, con 10 reti in 16 partite, risultò la migliore marcatrice della squadra, non abbastanza però da evitare il decimo posto e la retrocessione in Serie B. Determinante fu la sconfitta fuori casa per 5-1 con il San Zaccaria, che la condannò matematicamente alla 24ª giornata.

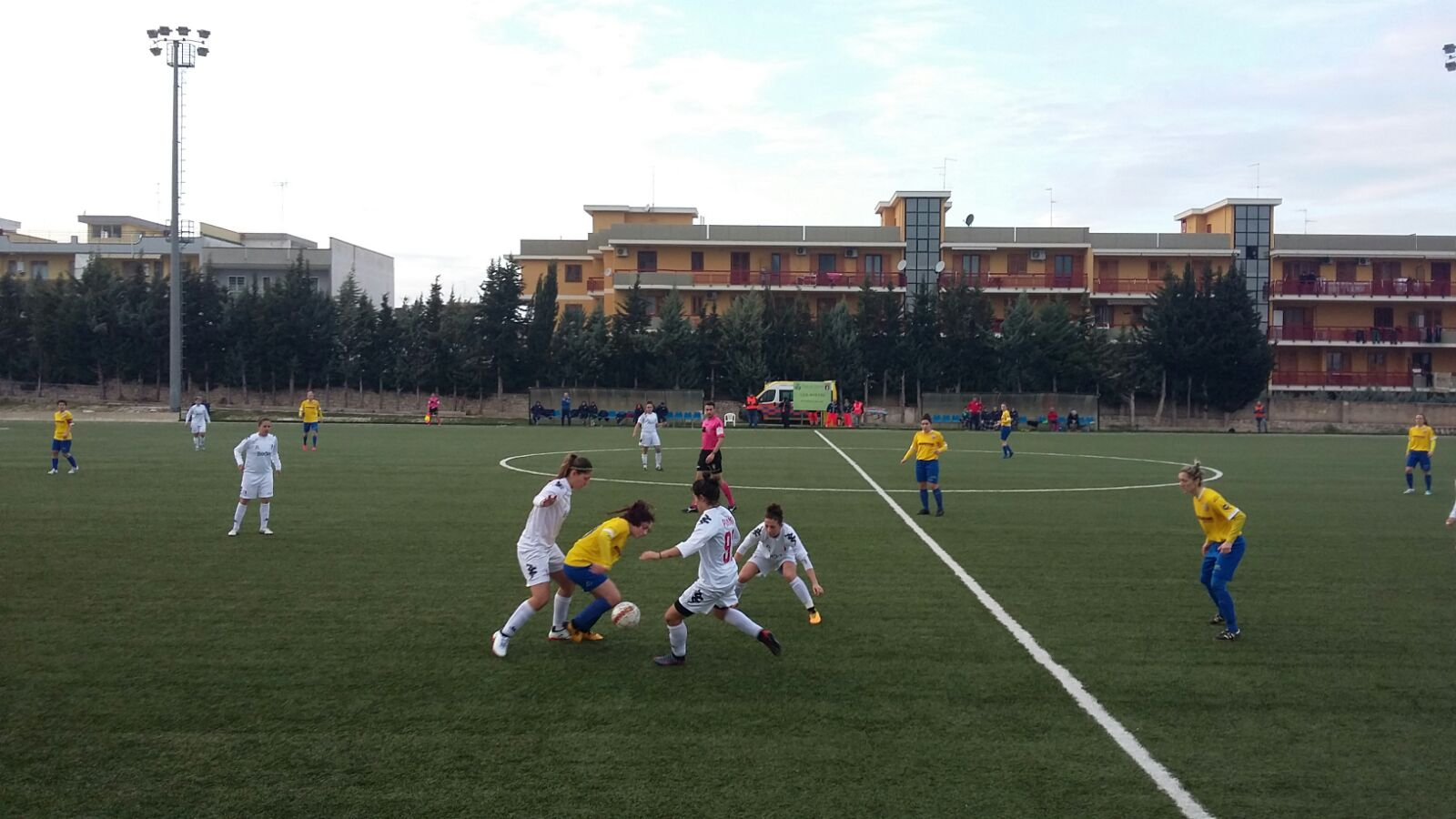
Una fase dell'incontro della Serie A 2017-2018, Pink Sport Time-Tavagnacco, finito 1-0 in favore delle calciatrici baresi.

Tuttavia, prima dell'inizio del campionato, la rinuncia dell'Acese, prima classificata in Serie B, e dell'esclusione della Torres per problemi economici, aprirono nuovamente la possibilità di ripescaggio della squadra che, nonostante la società pugliese fosse solo l'ottava in lista, riuscì a ripetere l'esperienza in Serie A anche per la stagione 2015-2016. Anche in questo caso, pur con la rosa integrata da elementi provenienti dalla dimissionaria Acese, la squadra stentò a lasciare la parte bassa della classifica e, pur riuscendo a vincere 5 partite, risultato migliore delle tre del campionato precedente, e nel girone di ritorno con le dirette avversarie alla salvezza, non riuscì a battere il Luserna nell'ultimo incontro del campionato, risultato che in caso positivo poteva ancora garantirgli il prosieguo della squadra in Serie A.
La stagione 2016-2017 iniziò con un cambio alla panchina, dove Roberto D'Ermilio rilevò Isabella Cardone, passata a ruoli dirigenziali. Il campionato si rivelò facilitato dalla maggiore caratura tecnica dimostrata sulle avversarie, con la sola Roma capace di superarla nell'ultima partita del girone di andata. Al termine del girone di ritorno l'incontro clou fu nuovamente con la Roma, imbattuta, che la Pink riuscì a vincere, sovvertendo il risultato dell'andata e aggiudicandosi la possibilità di giocarsi la promozione in una partita spareggio contro le giallorosse. Nell'incontro del 21 maggio 2017, giocato a Città Sant'Angelo, dopo che i tempi regolamentari si erano chiusi sul punteggio di 1-1, le ragazze del club barese riuscirono a superare la Roma ai tiri di rigore, festeggiando così il loro ritorno in Serie A.
Nella stagione 2017-2018 la Pink Sport Time, alla sua seconda partecipazione al campionato di Serie A, riuscì a inanellare quattro vittorie consecutive sul finire del girone d'andata che la portarono a metà classifica. La squadra non riuscì, però, a confermarsi, incassando undici sconfitte consecutive che la portarono nelle ultime posizioni. La vittoria all'ultima giornata di campionato contro il Sassuolo consentì alla Pink Sport Time di affiancare il San Zaccaria in decima posizione, così che si rese necessario disputare uno spareggio per decretare la squadra retrocessa in Serie B e la squadra che sarebbe andata a disputare il play-out. Lo spareggio venne disputato in campo neutro a Montesilvano e vide la Pink Sport Time prevalere per 3-2, condannando le ravennati alla retrocessione in Serie B. Nel successivo play-out le baresi affrontarono il Pro San Bonifacio, perdente della prima fase dei play-off promozione di Serie B: la sfida venne disputata in campo neutro a Porto Sant'Elpidio e vide la Pink Sport Time prevalere per 3-1, conquistando la permanenza in massima serie. Nella stagione successiva la Pink Sport Time ottenne la prima vittoria in campionato solo alla sesta giornata, mantenendosi nelle ultime posizioni per tutto il torneo. Nelle ultime giornate del girone di ritorno provò a recuperare su ChievoVerona Valpo e Verona, ma un pareggio con la Roma e la successiva sconfitta casalinga contro il Mozzanica determinarono la retrocessione delle baresi in Serie B. A seguito della rinuncia all'iscrizione in Serie A per la stagione 2019-2020 sia del ChievoVerona Valpo sia del Mozzanica, la Pink Sport Time è stata successivamente ripescata in Serie A assieme all'Orobica dalla FIGC. Nella stagione 2019-2020 subentra all'allenatore Caricola, Cristina Mitola, già giocatrice in passato della società, alla sua prima esperienza nella massima serie. In seguito la stagione si fermò a causa della pandemia di COVID-19 e la squadra chiuse al decimo posto, grazie alla media punti conquistati fino alla sospensione del campionato. La stagione 2020-2021 portò, invece, alla retrocessione; dopo aver vinto alla prima giornata contro il Napoli, la Pink perse tutte e 21 le partite restanti, concludendo ultima a 3 punti e retrocedendo in Serie B. In Coppa Italia la squadra pareggiò con il Pomigliano e perse contro la Juventus, venendo eliminata già nei gironi eliminatori.
Dopo un un'ulteriore stagione in Serie B, al termine dell'annata 2021-2022 la società ha ceduto il proprio titolo sportivo alla Ternana, che ne avrebbe quindi preso il posto nel campionato cadetto: una delle figure principali dello staff della squadra pugliese, Isabella Cardone, si è unita al club umbro in qualità di responsabile del settore femminile.

## Allenatori
Di seguito l'elenco di allenatori del Pink Sport Time dall'anno di fondazione a oggi.
- 2001-2016  Isabella Cardone
- 2016-2019  Roberto D'Ermilio
- 2019-2020  Domenico Caricola (1ª-15ª)
 Cristina Mitola (16ª-22ª)
- 2020-2021  Cristina Mitola

## Palmarès

### Competizioni nazionali
- Campionato italiano di Serie B: 2

2013-2014, 2016-2017

### Competizioni giovanili
- Campionato Primavera: 1

2017-2018

### Altri piazzamenti
- Coppa Italia:

Semifinalista: 2017-2018

## Statistiche e record

### Partecipazione ai campionati
| Livello | Categoria | Partecipazioni | Debutto   | Ultima stagione | Totale |
| ------- | --------- | -------------- | --------- | --------------- | ------ |
| 1º      | Serie A   | 5              | 2014-2015 | 2020-2021       | 5      |
| 2º      | Serie A2  | 3              | 2010-2011 | 2012-2013       | 6      |
| 2º      | Serie B   | 3              | 2013-2014 | 2021-2022       | 6      |
| 3º      | Serie B   | 2              | 2007-2008 | 2009-2010       | 2      |
| 4º      | Serie C   | 2              | 2006-2007 | 2008-2009       | 2      |